# 명희진
명희진(明熙辰, 1971년 8월 3일 ~ , 경상남도 창원시)은 대한민국의 제8·9대 경상남도의원이다.

## 학력
- 창원중앙고등학교
- 경남대학교 전기공학 학사 졸업

### 비학위 수료
- 경남대학교 산업대학원 전기공학과 졸업

## 경력
- 열린우리당 경남도당 청년위원장
- 민주평화통일자문회의 위원
- 2008.02 ~ 2008.07 통합민주당
- 2008.06 ~ 2010.06 제8대 경상남도의회 의원
- 2008.07 ~ 2011.12 민주당
- 민주당 경상남도당 청년위원장
- 2010.07 ~ 2014.06 제9대 경상남도의회 의원
- 2010.07 ~ 2012.07 제9대 경상남도의회 전반기 의회운영위원회 부위원장
- 2011.12 ~ 2013.05 민주통합당
- 2013.05 ~ 2014.03 민주당
- 2012.07 ~ 2014.06 제9대 경상남도의회 후반기 경제환경위원회 부위원장
- 2014.03 ~ 2015.12 새정치민주연합
- 2015.12 ~ 더불어민주당

## 역대 선거 결과
|  | 33.43% |

|  | 52.41% |

|  | 45.85% |

## 참고 자료
- 공식 블로그